# Mireille Enos
Mireille Enos (Kansas City (Missouri), 22 september 1975) is een Amerikaanse actrice.

## Biografie
Enos werd geboren in Kansas City (Missouri) en groeide op in Houston bij een moeder van Franse afkomst en een vader van Schotse afkomst. Zij doorliep de high school aan de High School for the Performing and Visual Arts in Houston. Hierna ging zij studeren aan de Brigham Young-universiteit in Provo (Utah).
Enos is vanaf 2008 getrouwd met Alan Ruck met wie zij een dochter (2010) en zoon (2014) heeft.

## Filmografie

### Films
Uitgezonderd korte films.
- 2018 My Dinner with Hervé - als Kathy Self
- 2018 Between Earth and Sky - als Rebecca
- 2018 Behold My Heart - als Nancy
- 2018 Don't Worry, He Won't Get Far on Foot - als geestmoeder van John
- 2017 Never Here - als Miranda Fall
- 2016 Katie Says Goodbye - als Tracey
- 2014 If I Stay - als Kat Hall
- 2014 The Captive - als Tina
- 2014 Sabotage - als Lizzy Murray
- 2013 Devil's Knot - als Vicki Hutcherson
- 2013 World War Z - als Karin Lane
- 2013 Gangster Squad - als Connie O'Mara
- 2001 Someone Like You... - als Yoga instructrice
- 1996 Face of Evil - als Brianne Dwyer
- 1994 Without Consent - als Naomi

### Televisieseries
Uitgezonderd eenmalige gastrollen.
- 2019-2021 Hanna - als Marissa Wiegler -  22 afl.
- 2019 Good Omens - als War - 3 afl.
- 2016-2017 The Catch - als Alice Vaughn - 20 afl.
- 2011-2014 The Killing - als Sarah Linden - 44 afl.
- 2007-2010 Big Love - als JoDean Marquart - 25 afl.
- 2001 The Education of Max Bickford - als Carla Byrd - 2 afl.

- Bibsys: 13031291
- Biblioteca Nacional de España: XX5194022
- Bibliothèque nationale de France: cb16740020n (data)
- Gemeinsame Normdatei: 1023134632
- International Standard Name Identifier: 0000 0003 6777 0045
- Library of Congress Control Number: no2012044009
- MusicBrainz: 4c2a617b-f4fb-4f78-87fa-992e9142a2b0
- Nationale Bibliotheek van Israël: 987007437937005171
- Nederlandse Thesaurus van Auteursnamen: 343283425
- Système universitaire de documentation: 175266077
- Virtual International Authority File: 232707015
- WorldCat: E39PBJpdQPPhMmwTcM6gfPtFrq